# Wey (dopływ Tamizy)
Wey (ang. River Wey) – rzeka w południowo-wschodniej Anglii (Wielka Brytania), w hrabstwie Surrey, prawy dopływ Tamizy. Długość rzeki wynosi 44 km, powierzchnia dorzecza – 904 km².
Rzeka powstaje z połączenia dwóch ramion źródłowych – północnego North Wey (North Branch; źródło koło Alton w hrabstwie Hampshire) i południowego South Wey (South Branch; źródło koło Haslemere w hrabstwie West Sussex). Zbiegają się one we wsi Tilford, na wysokości 45–50 m n.p.m. Rzeka płynie w kierunku północno-wschodnim, przepływa przez miasta Godalming i Guildford. W Weybridge uchodzi do Tamizy, na wysokości 5–10 m n.p.m.